# Espinasses
Espinasses es una comuna francesa situada en el departamento de Hautes-Alpes, en la región de Provenza-Alpes-Costa Azul.

## Demografía
| 790 | 506 | 533 | 565 | 505 | 587 | 808 |
| Para los censos de 1962 a 1999 la población legal corresponde a la población sin duplicidades (Fuente: INSEE [Consultar]) |     |     |     |     |     |     |